# Römershausen (Gladenbach)
Römershausen (mundartlich Riemerschhause, im Ortsdialekt Rämerschhause) ist ein Dorf im Hessischen Hinterland und als solches ein Stadtteil der Stadt Gladenbach im mittelhessischen Landkreis Marburg-Biedenkopf.

## Geographie
Der Ort liegt im Gladenbacher Bergland und damit im Naturpark Lahn-Dill-Bergland.

## Geschichte

### Ortsgeschichte
Die älteste bekannte schriftliche Erwähnung von Römershausen erfolgte unter dem Namen Ramishusen im Jahr 1334.
Zu Beginn des 17. Jahrhunderts standen in Römershausen schon 45 Häuser. Die Ortschaft war damals eines der größten Dörfer im Umkreis.
Die Statistisch-topographisch-historische Beschreibung des Großherzogthums Hessen berichtet 1830 über Römershausen:

„Römershausen (L. Bez. Gladenbach) evangel. Filialdorf; liegt 3⁄4 St. von Gladenbach, hat 39 Häuser und 243 Einwohner, die alle evangelisch sind. Die Einwohner verfertigen sehr viele Strickwaaren, und verkaufen das Fabrikat. Das Dorf gehört unter die ärmern des Bezirks. In frühern Zeiten kommt der Ort unter dem Namen Reymershusen vor.“

Hessische Gebietsreform (1970–1977)
Zum 1. Juli 1974 erfolgte im Zuge der Gebietsreform in Hessen kraft Landesgesetz der Zusammenschluss der Stadt Gladenbach mit den Gemeinden Bellnhausen, Diedenshausen, Erdhausen, Friebertshausen, Frohnhausen b. Gladenbach, Kehlnbach, Mornshausen a. S., Rachelshausen, Römershausen, Rüchenbach, Sinkershausen, Weidenhausen und Weitershausen zu heutigen Stadt Gladenbach. Für alle ehemals eigenständigen Gemeinden und die Kernstadt Gladenbach wurden Ortsbezirke mit Ortsbeirat und Ortsvorsteher nach der Hessischen Gemeindeordnung gebildet.

### Verwaltungsgeschichte im Überblick
Die folgende Liste zeigt die Staaten und Verwaltungseinheiten, denen Römershausen angehört(e):
- vor 1567: Heiliges Römisches Reich, Landgrafschaft Hessen, Amt Blankenstein, Untergericht Gladenbach
- ab 1567: Heiliges Römisches Reich, Landgrafschaft Hessen-Marburg, Amt Blankenstein, Untergericht Gladenbach[9]
- 1604–1648: strittig zwischen Hessen-Kassel und Hessen-Darmstadt (Hessenkrieg)
- ab 1604: Heiliges Römisches Reich, Landgrafschaft Hessen-Kassel, Amt Blankenstein
- ab 1627: Heiliges Römisches Reich, Landgrafschaft Hessen-Darmstadt, Oberfürstentum Hessen, Amt Blankenstein, Untergericht Gladenbach[10][11]
- ab 1806: Großherzogtum Hessen,[Anm. 2] Fürstentum Oberhessen, Land- und Rügengericht[12]
- ab 1815: Großherzogtum Hessen, Provinz Oberhessen, Amt Blankenstein
- ab 1821: Großherzogtum Hessen, Provinz Oberhessen, Landratsbezirk Gladenbach[Anm. 3]
- ab 1832: Großherzogtum Hessen, Provinz Oberhessen, Kreis Biedenkopf
- ab 1848: Großherzogtum Hessen, Regierungsbezirk Biedenkopf
- ab 1852: Großherzogtum Hessen, Provinz Oberhessen, Kreis Biedenkopf
- ab 1867: Norddeutscher Bund[Anm. 4], Königreich Preußen,[Anm. 5] Provinz Hessen-Nassau,  Regierungsbezirk Wiesbaden, Kreis Biedenkopf (übergangsweise Hinterlandkreis)[11]
- ab 1871: Deutsches Reich, Königreich Preußen, Provinz Hessen-Nassau, Regierungsbezirk Wiesbaden, Kreis Biedenkopf
- ab 1918: Deutsches Reich (Weimarer Republik), Freistaat Preußen, Provinz Hessen-Nassau, Regierungsbezirk Wiesbaden, Kreis Biedenkopf
- ab 1932: Deutsches Reich, Freistaat Preußen, Provinz Hessen-Nassau, Regierungsbezirk Wiesbaden, Landkreis Dillenburg
- ab 1933: Deutsches Reich, Freistaat Preußen, Provinz Hessen-Nassau, Regierungsbezirk Wiesbaden, Landkreis Biedenkopf
- ab 1944: Deutsches Reich, Freistaat Preußen, Provinz Nassau, Landkreis Biedenkopf
- ab 1945: Amerikanische Besatzungszone,[Anm. 6] Groß-Hessen, Regierungsbezirk Wiesbaden, Landkreis Biedenkopf
- ab 1946: Amerikanische Besatzungszone, Hessen, Regierungsbezirk Wiesbaden, Landkreis Biedenkopf
- ab 1949: Bundesrepublik Deutschland, Hessen, Regierungsbezirk Wiesbaden, Landkreis Biedenkopf
- ab 1968: Bundesrepublik Deutschland, Hessen, Regierungsbezirk Darmstadt, Landkreis Biedenkopf
- ab 1974: Bundesrepublik Deutschland, Hessen, Regierungsbezirk Kassel, Landkreis Marburg-Biedenkopf, Gemeinde Gladenbach[Anm. 7]
- ab 1981: Bundesrepublik Deutschland, Hessen, Regierungsbezirk Gießen, Landkreis Marburg-Biedenkopf, Gemeinde Gladenbach

### Gerichte seit 1821
Die Rechtsprechung gibt 1821 im Rahmen der Trennung von Justiz und Verwaltung auf die neu geschaffenen Landgerichte über. „Landgericht Gladenbach“ war daher von 1821 bis zur Abtretung an Preußen im Jahr 1866 die Bezeichnung für das erstinstanzliche Gericht in Gladenbach. Für die Provinz Oberhessen wurde das Hofgericht Gießen als Gericht der zweiten Instanz eingerichtet. Übergeordnet war das Oberappellationsgericht Darmstadt.
Nach der Abtretung des Kreises Biedenkopf an Preußen infolge des Friedensvertrags vom 3. September 1866 zwischen dem Großherzogtum Hessen und dem Königreich Preußen wurde der Landgerichtsbezirk Gladenbach preußisch. Im Juni 1867 erging eine königliche Verordnung, die die Gerichtsverfassung im vormaligen Herzogtum Nassau und den vormals zum Großherzogtum Hessen gehörenden Gebietsteilen neu ordnete. Die bisherigen Gerichtsbehörden sollten aufgehoben und durch Amtsgerichte in erster, Kreisgerichte in zweiter und ein Appellationsgericht in dritter Instanz ersetzt werden. Im Zuge dessen erfolgte am 1. September 1867 die Umbenennung des bisherigen Landgerichts in Amtsgericht Gladenbach. Die Gerichte der übergeordneten Instanzen waren das Kreisgericht Dillenburg und das Appellationsgericht Wiesbaden.
Vom 1. Oktober 1944 bis 1. Januar 1949 gehörte das Amtsgericht Gladenbach zum Landgerichtsbezirk Limburg, danach aber wieder zum Landgerichtsbezirk Marburg. Am 1. Juli 1968 erfolgte die Aufhebung des Amtsgerichts Gladenbach, welches fortan nur noch als Zweigstelle des Amtsgerichts Biedenkopf fungierte. Am 1. November 2003 wurde diese Zweigstelle schließlich aufgelöst.

## Bevölkerung

### Einwohnerstruktur  2011
Nach den Erhebungen des Zensus 2011 lebten am Stichtag dem 9. Mai 2011 in Römershausen 357 Einwohner. Darunter waren 6 (= 1,7 %) Ausländer.
Nach dem Lebensalter waren 48 Einwohner unter 18 Jahren, 150 zwischen 18 und 49, 87 zwischen 50 und 64 und 72 Einwohner waren älter.
Die Einwohner lebten in 153 Haushalten. Davon waren 48 Singlehaushalte, 42 Paare ohne Kinder und 48 Paare mit Kindern, sowie 12 Alleinerziehende und 3 Wohngemeinschaften. In 30 Haushalten lebten ausschließlich Senioren/-innen und in 93 Haushaltungen leben keine Senioren/-innen.

### Einwohnerentwicklung
| Quelle: | Historisches Ortslexikon                                                   |
| • 1502: | 017 Männer                                                                 |
| • 1577: | 039 Hausgesesse                                                            |
| • 1630: | 035 Untertanen. (8 zweispännige, 7 einspännige Ackerleute, 20 Einläuftige) |
| • 1742: | 011 Haushalte                                                              |
| • 1791: | 204 Einwohner                                                              |
| • 1800: | 201 Einwohner                                                              |
| • 1806: | 241 Einwohner, 37 Häuser                                                   |
| • 1829: | 243 Einwohner, 39 Häuser                                                   |

| Römershausen: Einwohnerzahlen von 1791 bis 2020 | Römershausen: Einwohnerzahlen von 1791 bis 2020 | Römershausen: Einwohnerzahlen von 1791 bis 2020 | Römershausen: Einwohnerzahlen von 1791 bis 2020 | Römershausen: Einwohnerzahlen von 1791 bis 2020 |
| --- | ----------------------------------------------- | ----------------------------------------------- | ----------------------------------------------- | ----------------------------------------------- |
| Jahr |                                                 |                                                 |                                                 | Einwohner                                       |
| 1791 | 1791                                            |                                                 | 204                                             | 204                                             |
| 1800 | 1800                                            |                                                 | 201                                             | 201                                             |
| 1806 | 1806                                            |                                                 | 241                                             | 241                                             |
| 1829 | 1829                                            |                                                 | 243                                             | 243                                             |
| 1834 | 1834                                            |                                                 | 253                                             | 253                                             |
| 1840 | 1840                                            |                                                 | 274                                             | 274                                             |
| 1846 | 1846                                            |                                                 | 302                                             | 302                                             |
| 1852 | 1852                                            |                                                 | 306                                             | 306                                             |
| 1858 | 1858                                            |                                                 | 261                                             | 261                                             |
| 1864 | 1864                                            |                                                 | 271                                             | 271                                             |
| 1871 | 1871                                            |                                                 | 232                                             | 232                                             |
| 1875 | 1875                                            |                                                 | 279                                             | 279                                             |
| 1885 | 1885                                            |                                                 | 260                                             | 260                                             |
| 1895 | 1895                                            |                                                 | 304                                             | 304                                             |
| 1905 | 1905                                            |                                                 | 306                                             | 306                                             |
| 1910 | 1910                                            |                                                 | 305                                             | 305                                             |
| 1925 | 1925                                            |                                                 | 337                                             | 337                                             |
| 1939 | 1939                                            |                                                 | 359                                             | 359                                             |
| 1946 | 1946                                            |                                                 | 526                                             | 526                                             |
| 1950 | 1950                                            |                                                 | 498                                             | 498                                             |
| 1956 | 1956                                            |                                                 | 376                                             | 376                                             |
| 1961 | 1961                                            |                                                 | 365                                             | 365                                             |
| 1967 | 1967                                            |                                                 | 354                                             | 354                                             |
| 1980 | 1980                                            |                                                 | ?                                               | ?                                               |
| 1990 | 1990                                            |                                                 | ?                                               | ?                                               |
| 2000 | 2000                                            |                                                 | 428                                             | 428                                             |
| 2006 | 2006                                            |                                                 | 362                                             | 362                                             |
| 2011 | 2011                                            |                                                 | 357                                             | 357                                             |
| 2015 | 2015                                            |                                                 | 373                                             | 373                                             |
| 2020 | 2020                                            |                                                 | 391                                             | 391                                             |
| Datenquelle: Historisches Gemeindeverzeichnis für Hessen: Die Bevölkerung der Gemeinden 1834 bis 1967. Wiesbaden: Hessisches Statistisches Landesamt, 1968. Weitere Quellen: ; Ab 2000 Stadt Gladenbach webarchiv; Zensus 2011 |                                                 |                                                 |                                                 |                                                 |

### Historische Religionszugehörigkeit
| Quelle: | Historisches Ortslexikon                                                  |
| • 1829: | 243 evangelische Einwohner                                                |
| • 1885: | 256 evangelische, 4 katholische Einwohner                                 |
| • 1961: | 317 evangelische (= 86,85 %), 25 römisch-katholische (= 6,85 %) Einwohner |

### Historische Erwerbstätigkeit
| • 1867: | Erwerbspersonen: 80 Landwirtschaft, 4 Bergbau und Hüttenwesen, 16 Gewerbe und Industrie, 1 Handel, 1 Erziehung und Unterricht.      |
| • 1961: | Erwerbspersonen: 99 Land- und Forstwirtschaft, 88 produzierendes Gewerbe, 9 Handel- und Verkehr, 13 Dienstleistungen und sonstiges. |

## Kultur und Infrastruktur

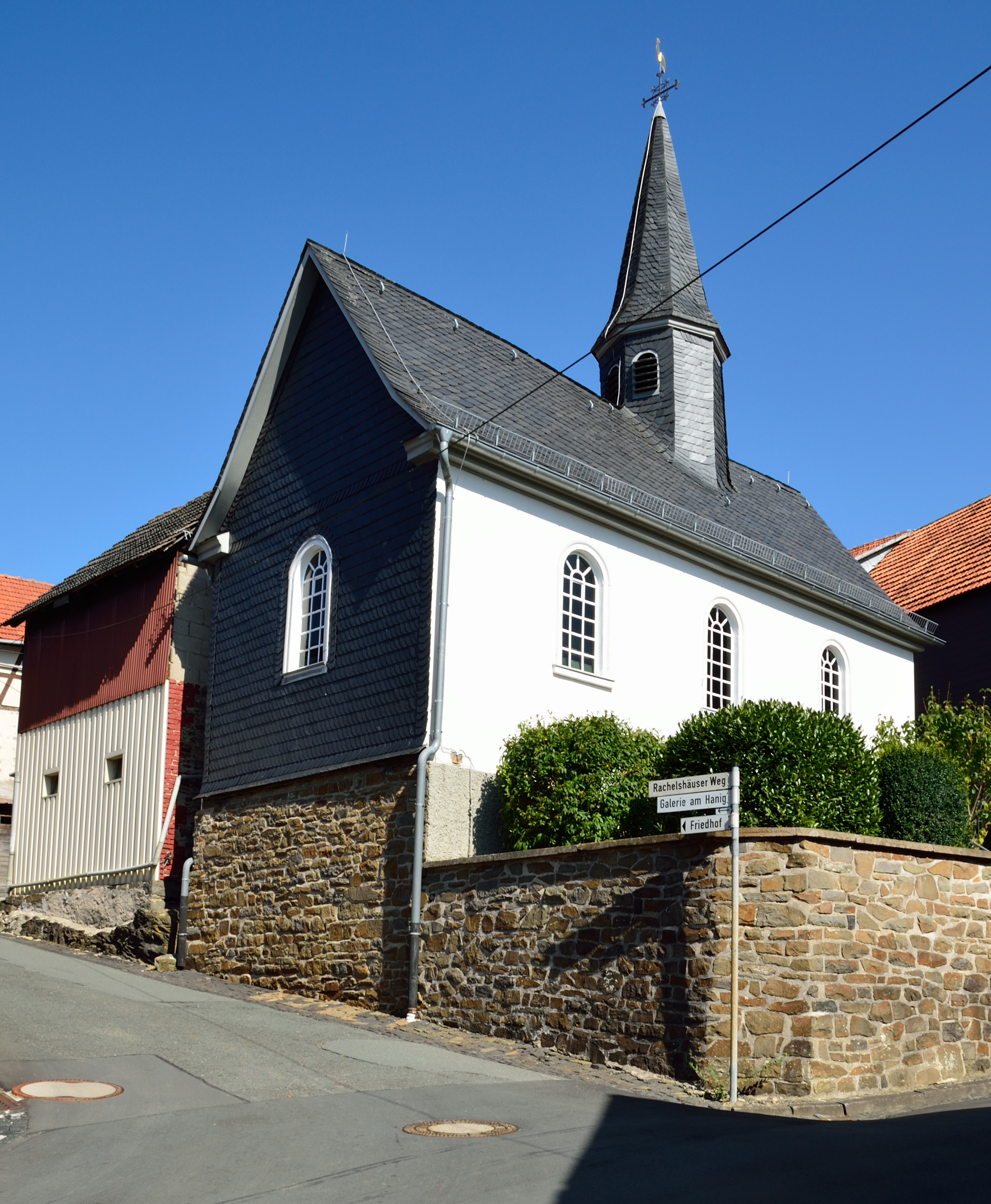
Evangelische Kirche von Südosten

- Im Ort gibt es eine klassizistische Evangelische Kirche von 1856 und einen Sportplatz.
- Römershausen nahm mehrmals am Bundeswettbewerb Unser Dorf soll schöner werden teil.